# Епифаний Славинецкий
Епифа́ний Славине́цкий (ок. 1600 — 19 ноября 1675, Москва) — иеромонах Русской православной церкви, русский богослов, философ и переводчик.
Постриженник Киево-Печерского монастыря, экзегет, активный участник книжной справы, инициированной Патриархом Никоном в Москве; был одним из лидеров «греческого» направления в просвещении и богословии Русского государства. По отзыву его ученика Чудовского инока Евфимия, «мужъ многоученый, не токмо грамматики и риторики, но и философіи и самыя ѳеологіи извѣстный бысть испытатель и искуснѣйшій разсудитель, и опасный претолковникъ греческаго, латинскаго, славенскаго и польскаго языковъ».

## Биография

### Происхождение
О происхождении и ранних годах Епифания Славинецкого известно немногое. Предположительно, Епифаний Славинецкий был белорусом. Мирское имя Епифания неизвестно. Учился в школе Киевского православного братства, где выучил греческий язык. Епифаний был довольно образованным человеком, знал много языков, особенно древнееврейский, и продолжал получать новые знания в школах за границей.
В 1640-е годы преподавал латынь, греческий и церковно-славянский языки в Киевской братской школе.

### Период деятельности в Андреевском монастыре
В 1649 году был вызван в Москву Алексеем Михайловичем в числе прочих киевских «справщиков» для подготовки нового издания Библии, которое было осуществлено в 1663 году с предисловием самого Епифания Славинецкого. Жил в Андреевском монастыре, где переводил греческие книги и обучал юношей.
Епифаний Славинецкий не только хорошо знал греческий язык и греческую богослужебную литературу, но и был прекрасным латинистом. В 1650 году Епифаний и его помощник Арсений Сатановский завершили работу над «Лексиконом латинским», который написан на основе словаря Амвросия Калепина. Впоследствии, работая вместе с Арсением Сатановским, Епифаний переводил с латыни «Большой атлас» голландского картографа Виллема Блау. Известны и другие переводы с латыни: «Анатомия» Адреаса Везалия, «Гражданство обычаев детских» Эразма Роттердамского, также в «Оглавление книг, кто их сложил» указано, что Епифаний работал над разделами «Европа» и «Азия».
Епифаний также был автором «Лексикона греко-славяно-латинского» (рукопись Синодальной библиотеки) и «Лексикона филологического» — объяснения терминов Священного Писания, извлечённые из Отцов Церкви.

### Период деятельности в Чудовом монастыре
С 1651 года жил в Чудовом монастыре, который в тот период стал центром «грекофильства», поддерживаемого Патриархом Никоном. Последний в 1653 привлёк Епифания к подготовке реформы. Епифаний, разделяющий взгляды Никона, перевёл «Деяния Константинопольского собора 1593 года», которые стали церковно-каноническим обоснованием богослужебных реформ, что поспособствовало убеждению церковного Собора 1654 в необходимости «исправления книг». Кроме того, в деле Патриарха Никона Епифаний отстаивал точку зрения, что архиереи Русской Церкви не полномочны судить своего Патриарха, что, видимо, повлияло на решение отложить суд над Никоном в 1660 году.
В 1655 году опубликован «Служебник», в основу которого Епифаний положил венецианское издание греческого служебника 1602 года. Именно новый московский «Служебник» утвердил богослужебные нововведения: троеперстие, исключение слова «истинный» из восьмого члена Символа веры, четырёхконечный крест и другое. Данный «Служебник» стал одним из поводов к расколу Церкви.
С 1650 по 1656 год Епифаний трудился над переводами с греческого творений святителей Григория Богослова, Афанасия Александрийского, Василия Великого и Догматики преподобного Иоанна Дамаскина, работа была закончена в 1656 году, но опубликовано в 1665 году.
В 1657 году Епифаний перевёл на русский извод церковнославянского языка трактат Иоганна Блеу «Введение в космографию» под названием «Зерцало всея Вселенныя», где содержится первое изложение системы мира Коперника на русском языке.
В дальнейшем Епифаний фактически стал научным руководителем всех переводчиков московского Печатного двора, участвовавших в книжной справе.
Также Епифаний Славинецкий оставил след в спорах о «царстве» и «священстве». Он создал «Деяние московского собора» — описание соборного заседания от 14 августа 1660 года, сделанное по поручению царя Алексея Михайловича. Данное произведение можно рассматривать не просто, как официальную запись, а как литературный памятник.

### Последние годы
С 1674 готовил новый перевод Библии с греческого на славянский язык, начатого им в сотрудничестве с Сергием, бывшим игуменом Молчанского монастыря, Евфимием, иеромонахом Чудова монастыря, и другими, где Епифаний был поставлен руководителем. В это же время успел закончить переводы Пятикнижия и Нового Завета.
Епифаний Славинецкий был прекрасным переводчиком, писателем и поэтом, который пользовался непререкаемым авторитетом среди современников. Его труду принадлежат больше 150 сочинений: переводы и собственные произведения, среди которых 60 слов-проповедей и около 40 книжных силлабических песен. С благословения Никона, Епифаний возобновил прекратившийся в Московской Церкви обычай проповеднического слова в храме. Кроме того, Епифаний перевёл Ирмолог (1673) и литургию Иоанна Златоуста. Ему принадлежит множество предисловий к московским изданиям богослужебных книг, а также перевод нескольких святоотеческих сочинений с греческого и латинского и нескольких книг светского характера.

Скончался 10 ноября 1675 года. Погребён в Чудовом монастыре, могила утрачена. Надпись на плите, которую написал ученик и продолжатель его книжных трудов инок Чудова монастыря Евфимий Чудовский, гласила:
«Преходяй, человече! Зде став да взираеши

Дондеже в мире сем обитавши:

Зде бо лежит мудрейший отец Епифаний, -

Философ и Иерей в монасех честный

Его же да вселит Господь и в рай небесный

За множайшие его труды в писаниях,

Пространно мудрословные в претолкованиях,

На память ему да будет вечно и не отбудет»

## Книжный круг
В 1651 году Епифаний Славинецкий начал жить и преподавать в Чудовом монастыре. Образовался круг книжников, которые принимали активное участие в исправлении церковнославянских книг, этот процесс имеет название «книжная справа». При переводе и редактировании религиозных текстов они ориентировались на греческий язык.
За первые годы существования кружка Славинецкий вместе с киевским монахом Арсением Сатановским, помимо множества греческих текстов, перевели такие латинские произведения, как «Большой атлас, или Космографию Блау» Я. Блау, «Эпитоме» А. Везалия, а также «Лексикон латинский» А. Калепина.
В отличие от старообрядцев, которые ставили догматическую составляющую текста превыше всего и не поддерживали идею внесения каких-либо изменений в религиозные тексты, книжный круг, возглавляемый Славинецким, обращал внимание на форму переводимого на церковнославянский язык произведения: вопросы грамматики, синтаксиса. При переводе книжники круга Епифания пользовались словарями — лексиконами, составленными самим Славинецким. В связи с желанием книжников передать греческие значения слов на церковнославянском языке ко второй половине XVII века в переводах появилось большое количество неологизмов.
В 1673 году книжники под руководством Епифания начали работать над переводом Нового Завета. Справщики пользовались как греческими, так и славянскими источниками. Переводя текст Библии, они ориентировались на западную традицию и следовали принципу буквального перевода. Создавались многочисленные «кальки» с греческого: «На уровне лексики данная тенденция реализуется в обильном и не всегда мотивированном притоке иноязычных слов, на уровне синтаксиса — в элементах греческого управления, греческой структуры фразы, на уровне акцентологии — в следовании греческой системе ударений в заимствованных словах, на уровне орфографии — в грецизирующем начерке, переходящем местами в пографемное воспроизведение облика заимствуемого слова». Новый Завет был полностью переведён к 1675 году. Славинецкий умер в том же году, не успев сделать финальную корректировку текста. Вероятнее всего, после смерти Епифания Славинецкого книжным кругом стал руководить Евфимий Чудовский.

## Труды

### Филологические труды

#### Лексикон латинский
В период преподавательской деятельности Епифания Славинецкого, когда в России возникает необходимость в грамотно-составленных лексиконах для переводчиков, он с помощником Арсением Сатановским создаёт «Лексикон латинский». В основу словаря легла работа итальянского лексикографа Амвросия Калепина, латинско-греческий словарь, позднее дополненный статьями на других европейских языках. Старейший рукописный вариант датируется 1642 г., то есть был создан до прибытия Славинецкого в Москву. Составленный лексикон имеет несколько вариантов с разными названиями (в названии списка 1650 года упомянут помощник Епифания Арсений Сатановский: «Dictionarium latinoslavonicum operi Ambrosi Calepini scruata Verborum integra serie conformatum, studio patrum Epiphanii Slavineckii, Arsenii Koreckii Satanoviensis»).
Первостепенным предназначением «Лексикона латинского» являлся перевод научных книг. Это определило содержание и методы перевода. Словарная статья состоит из слов латинского и славянского языков. Перечень переводимых слов лексикона разнообразен и отражает основные понятия, на которые ссылались при переводе. В лексиконе содержится перевод научных понятий, названий растений, животных, болезней, анатомических, а также политических и государственных терминов. Большое внимание уделено переводу филологических и литературоведческих понятий. При этом, вопреки тенденциям того времени, словник содержит мало слов религиозной окраски.
Методы перевода «Лексикона латинского» также имеют свои специфические черты. Помимо слов старославянских, украинских и русских, в нём содержатся латинизмы и грецизмы, а также калькированные слова. В работе присутствуют слова новые для того времени, которые позже либо сохранились, либо выходили из оборота. При переводе Епифаний Славинецкий пользуется исконным словарным составом славянского языка. Помимо перевода, словарная статья содержит предметный комментарий, то есть пояснение к переводу конкретного слова («тигр зверь»).
Лексикон издан в 1973 г. вкадемией наук УССР. Лексикон латинський Є. Славинецького: Лексикон словено-латинський Є. Славинецького та А. Корецького-Сатановського / Підготував до видання В.В. Німчук ; відп.ред.: К. К. Цілуйко; АН Української РСР, Ін-т мовознавства ім. О.О. Потебні. – Київ: Наукова думка, 1973. – 541 с.: табл. – (Пам̕ятки украïнськоï мови XVII ст. Серія науковоï літератури) Все варианты текстовых свидетелей словаря представлены в рукописной форме. Рукописи теперь хранятся в российских и европейских городах, в том числе в РГАДА.

### Переводы

#### Слово о милости
Слово о милости — памятник древнерусской литературы второй половины XVII века, причисленный к числу произведений кружка Епифания Славинецкого. Это перевод с польского языка проповеди Петра Скарги «Kazanie o miłosierdziu». Особенностью текста является удаление черт, характерных для исходного произведения, что даёт основание отнести его к оригинальному произведению Епифания. Рукопись найдена в Киево-Печорской лавре. Также «Слово» может по жанровой специфике может причисляться к трактату.
Г. Певницкий определяет содержание как описание домов презрений («нищепиталищ»), которые можно классифицировать по их функциям. Выделяются общие, домовые и духовные.
Проблемы изучения «Слова о милости» относятся к вопросу об авторстве перевода. Исследователи по этой теме разделяются на два класса: одни считают, что это оригинальный текст Епифания, и другие, предписывающие труд его ученику Евфимию Чудовскому. Первую версию подтверждает О. Б. Страхова. По мнению исследовательницы, инок мог только изменить грамматическую поправку внутри текста, заменяя, например, аористы, падежные формы местоимений: иже, еже, яже. Противоположное мнение выдвинуто С. Н. Браиловским и подтверждено Смирновой, которая основывалась на том, что «Слово» могло быть создано по заказу патриарха Иоакима. Это обосновывается тем, что в 1681 г. царь Феодор Алексеевич выдвинул идею создать приют для нищих.
При переводе с польского языка заменяются некоторые реалии характерными грецизмами, например, епархия. С помощью таких терминов Епифанию удаётся ввести византийско-церковнославянскую традицию в текст. Также грецизмы распространены при указании верховной власти, государств. Все это показывает многочисленное обращение к словарям, в число которых входит и собственный труд Епифания.

#### Богословие
«Богословие» (другое название — «Точное изложение православной веры») Иоанна Дамаскина было переведено с греческого на церковнославянский язык Епифанием Славинецким в 1656 году. Перевод «Богословия» наряду с переложениями произведений Григория Богослова, Василия Великого, Афанасия Александрийского вошёл в сборник переводов Епифания Славинецкого, напечатанный в 1665 году.
«Богословие» Иоанна Дамаскина относится к VIII веку и входит в трилогию «Источник знания». Оно представляет собой компилятивный философско-религиозный труд, в котором обобщены и изложены догматы православия.
Частичный перевод «Богословия» на славянский был осуществлён ещё в X веке болгарским книжником экзархом Иоанном. Экзарх переложил 48 глав из 100 и дополнил их собственными идеями, создав тем самым самостоятельное произведение, отличное от оригинала. По замечанию Н. Г. Николаевой, полный перевод «Богословия» на церковнославянском языке уже существовал до переложения Епифания. Перевод был выполнен в конце XVI веке кружком А. М. Курбского с ориентацией на латинский язык, однако он не был напечатан, а потому остался мало известным в Московской Руси. Отсутствие доступного полного переложения «Богословия» в восточнославянском языковом пространстве XVII века и побудило Епифания Славинецкого к созданию собственного перевода.
При переложении текста Епифаний, как идеолог грекофильского течения, ориентировался на греческий оригинал, стараясь перевести его на церковнославянский язык с учётом особенностей лексики и синтаксиса греческого языка.
Перевод «Богословия» Иоанна Дамаскина, выполненный Епифанием, остаётся малоизученным текстом как с лингвистической, так и с историко-литературной точек зрения. Языковые особенности переводческой деятельности Епифания Славинецкого на примере «Богословия» исследовала доктор филологических наук Н. Г. Николаева. Приведённые в статье Николаевой фрагменты из перевода Епифания не только иллюстрируют его ревностное отношение к греческому языку, но и свидетельствуют о наличии индивидуального стиля перевода.
Х. Трендафилов в обобщающем труде «Переводы „Богословия“ Иоанна Дамаскина в русской и славянской филологии» отмечает, что перевод «Богословия» Епифания Славинецкого не изучен с историко-литературной точки зрения, в том числе неизвестно, сохранились ли рукописи и списки данного перевода.
Известно, что одно из печатных изданий сборника переводов Епифания Славинецкого 1665 года дошло до наших дней и хранится в РГБ.

#### Гражданство обычаев детских
Гражданство обычаев детских — сочинение Епифания Славинецкого, которое является переводом произведения Эразма Роттердамского «De civilitate morum puerilium». В понятие воспитание автор вкладывает три основных категории: воспитание в христианском духе, обучение наукам, соблюдение правил приличия.
Сочинение делится на части: «О деянии», «О нравах в церкви», «О беседе», «О сретении», «Об обычаях в училище», «Об игрании», «О ложи и ложницы». В целом памятник состоит из 8 глав и заключения. Автор произведения предстаёт педагогом, который беседует с ребёнком о важных правилах.
Памятник имеет сходство с Домостроем, который также является сводом определённых правил, которые необходимо соблюдать. Однако определяющим различием является то, что Домострой предполагает обычаи и традиции ведения быта, предназначен для взрослых людей, а «Гражданство обычаев детских» описывает правила поведения для ребёнка.
В первой главе произведения автор повествует о том, что юноша должен держать в порядке своё тело: чистить зубы, мыть голову, не чихать и не кашлять в обществе. Вторая глава — «О красоте одежды». Автор рассуждает о том, из каких тканей должна быть одежда. Считается крайне неприличным ходить в лохмотьях и рваной одежде. В третьей главе автор описывает нормы поведения в церкви: юноша должен снять головной убор, смиренно слушать праведника. В четвёртой главе «О беседе» автор рассуждает о правилах приличия до и во время трапезы: не следует опаздывать на обед, страдать чревоугодием. Следует разбираться в том, как разделывать мясо утки, курицы, гуся. В главе «О нравах на сретении» сказано о поклонении и уважительном отношении к старшим, особенно к родителям и учителям, которые трудятся ради детского блага. Крайне неприлично в ходе разговора со старшими кривляться, кашлять, чесаться, ставить себя выше других. В следующей главе автор описывает то, как нужно вести себя в училище: не разговаривать на занятиях, смиренно слушать, усердно трудиться. В главе «Об игрании» автор рассуждает о правилах детских игр: нужно быть честным, не строить козни и не играть с тем, кто слабее тебя. В последней главе, «О ложи или ложнице», автор повествует о том, как нужно вести себя перед сном: юноша должен вспомнить все прошедшее за день и прочитать молитву.

## Избранная библиография
- Из «Космографии», переведённой Епифанием Славинецким // Историческая хрестоматия церковнославянского и древнерусского языков / Сост. Ф. Буслаевым. — М.: Унив. тип., 1861. — Стб. 1185—1189.